# Саак
Саак (арм. Սահակ) — князь Гегаркуника на севере Сюника около 821—831/832 гг.. 
«Рать же их расположилась по берегу реки Хурастан, напротив дастакерта Кавакерт. Когда Хол стремительно напал на них, то при столкновении их друг с другом обратились в бегство перед войском Хола их войска, и многие средь них обагрились кровью, затоптанные копытами. Там был убит и тэр Сюника, Саак, а спарапет Смбат и Севада, едва спасшись, бежали, и с ними вместе бежали вразброд и те из воинов, которые избегли меча. Хол же вновь вернулся в город Двин. Тело тэра Сюника – Саака – великий патриарх Давид увез в святой патриарший дом и положил в могилу рядом со святым храмом. После Саака княжество его унаследовал сын его Григор, которого прозывали ласкательным именем Супан.»
Младший сын сюзерена Сюника Васака Сюни. После смерти отца получил в наследство северо-запад Сюника — область Гегаркуник в побережьи Севана. Основатель ветви Хайказун рода Сюни. Около 831—832 гг. погиб в битве при Кавакерте в сражении с арабским востиканом Холом на берегу реки Раздан. Был похоронен католикосом Давидом II Какагеци. Власть унаследовал сын Григор Супан I.